# Седлогърба хуя
Седлогърбите хуи (Philesturnus carunculatus), наричани също седлогръбки и тико, са вид средноголеми птици от семейство Новозеландски скорци (Callaeidae).
Срещат се в горите в южната част на Нова Зеландия, като в началото на XX век видът почти изчезва и впоследствие популацията е донякъде възстановена с поредица мерки за опазването му.